# Післязавтра
«Післяза́втра» (англ. The Day After Tomorrow) — американський фантастичний фільм-катастрофа 2004 р. сценариста, режисера та продюсера Роланда Еммеріха. Сюжет показує катастрофічні наслідки глобального потепління в серії екстремальних погодних явищ, внаслідок яких світ вступив в еру глобального похолодання, що призвело до нового льодовикового періоду. Фільм знятий у Торонто і Монреалі, найкасовіше голлівудське кіно канадського виробництва (з поправкою на інфляцію).

## Сюжет
На Землі триває стрімке глобальне потепління. Проте масове танення льодовиків призводить до того, що температура світового океану не підвищується, а навпаки, різко знижується. Клімат на Землі починає змінюватися. Погодні катаклізми слідують один за іншим: випадання величезних градин в Токіо (район Район Тійода), затяжні зливи, численні торнадо в Лос-Анджелесі, снігопади в Делі. Це початок глобальної катастрофи.
Джек Холл, вчений-палеокліматолог, намагається попередити уряд США про насування гігантської кліматичної катастрофи, про настання незабаром нового льодовикового періоду, але ніхто не хоче його слухати, — вважається, що клімат Землі стане навпаки тепліше. На конференції ООН у Делі Джек Холл каже, що від антарктичного льодовика відколовся шматок розміром із штат Род-Айленд. Там же Джек зустрічається з професором Террі Репсоном, який приїхав із Шотландії, він згодом передає йому інформацію про наближення катастрофи.
Незабаром на Лос-Анджелес обрушуються величезні смерчі, що знищують знак Голлівуду, руйнують аеропорт і перетворюють на руїни даунтаун. Помічники Джека Холла скликають екстрену конференцію, на якій повідомляється, що над Канадою виявлена потужна циркуляція повітря, в Сибіру неймовірно швидко падає температура, а в Австралії бушує руйнівний тайфун.
Через деякий час астронавти, які спостерігають за планетою з МКС, передають шокуючі дані. На поверхні Землі швидко формуються три холодних циклони величезного розміру. Центр одного з них виявляється смертельним для екіпажів трьох вертольотів Королівських військово-повітряних сил Великої Британії, — гас в них замерзає, вертольоти падають, люди гинуть через переохолодження, ледь висунувшись з вертольотів.
Коли все небо в північних штатах США заволікає хмарами, починає йти дощ, який швидко переходить у сніг, температура падає значно нижче нуля. Уряд США вирішує евакуювати в південні штати і Мексику всіх, кого ще можна врятувати. Решта повинні перечекати «температурне дно» — падіння температури до -100 °C — добре утеплитися в будівлях, поки температура знову не підніметься вище точки замерзання зимового авіа- і дизельного палива, після чого армія США зможе врятувати вцілівших. Такий план евакуації запропонований Джеком.
Тим часом син Джека — Сем Холл — перебуває в області, яку евакуювати на момент його знаходження там неможливо. Він, його друзі і кохана дівчина застряють в Нью-Йорку в напівзатопленому місті після величезної хвилі штормового припливу, в будівлі Національної бібліотеки. Сему і Джеку вдається зв'язатися по телефону. Джек повідомляє Сему, що Нью-Йорк скоро опиниться в центральній частині холодного циклону, тому їх поки неможливо врятувати і дає інструкції як перечекати «температурне дно»: треба перебувати всередині будівлі і використовувати всі доступні джерела тепла, поки температура повітря не підніметься вище. (Такі ж інструкції (розроблені Джеком) транслюються по радіо всім в зоні лиха.)
Після телефонної розмови з батьком Сем Хол каже, що при очікуваних погодних умовах — різкому падінні температури повітря при проходженні через Нью-Йорк центру одного з холодних суперциклонів — поза будівлею, без укриття і джерел тепла їм не вижити. Багато людей відмовляються його слухати і йдуть, але незабаром наздоженуть в дорозі тих, хто загинув. Під час телефонної розмови Сем встигає повідомити Джеку, де його шукати, до того, як виходять з ладу телефони. Взявши спорядження для полярних експедицій, Джек Холл вирушає в дорогу по засніженій пустелі — тому, що залишилося від північних штатів США.
Професор Террі Репсон зі своїми колегами-науковцями в лабораторії в Шотландії, повністю засипаній снігом, намагається прожити ще трохи на дванадцятирічному віскі. Тим часом евакуйовані жителі США починають самостійно переходити кордон з Мексикою (який закрили військові через занадто великий поток людей): розривають огорожі, беруть речі і переходять вбрід річку. Згодом утворюється величезний наметовий табір. Незабаром з напівзасипаного Білого Дому у Вашингтоні евакуюють президента США. Пізніше в табір біженців приходить новина про те, що президент зі своїми супроводжуючими загинули у сніговій бурі. Мати Сема Холла перебувала в цей момент в лікарні з хлопчиком, якому зробили операцію на мозку. Скоро їх обох знаходять поліцейські.
Джек і його соратники йдуть по галереї «Скай», але скляна стеля не витримує, Френк падає вниз і висить на мотузці. Джейсон лежить на снігу біля діри, а Джек говорить, щоб Джейсон взяв на себе вагу Френка. Джек повзе до дірки, кисті Джейсона кровоточать, Френк вирішує пожертвувати собою: він ріже мотузку і летить вниз. Вночі, в наметі, Джейсон дістає три кухлі і видно, що вони згадали Френка, який був їм, як батько. Вранці Джейсон не витримує температуру і непритомніє. Холлу довелося тягнути Джейсона. Він пройшов кілька кілометрів, як раптом повітря очистилося і стало видно, що вони в центрі цього циклону. Джек стрибає у вентиляцію, скидаючи туди Джейсона, в очі йому впадає прапор США, який за лічені секунди покривається льодом. Джек біжить до плити (він стрибнув у чиюсь кухню), запалює вогонь, закриває двері і бачить, як двері покриваються льодом.
Сем з друзями пішов на покинутий український корабель «Одесса», який занесло водою в Нью-Йорк, вони беруть звідти ліки для Лори, яка поранилася під час припливу, хапають їжу, але стикаються з вовками. Джей Ді кусає вовк, але він рятується. Сем виманює вовків назовні, а Брайан закриває двері. Сем і Брайан кладуть пораненого Джея на надувний човен і тікають. Вовки залишаються на кораблі.
Сем, витягши човен, бачить, що атмосфера за секунду стала прозорою, з легкістю можна побачити найближчі хмарочоси. Друзі несуться до входу. Видно, як замерзає хмарочос Емпайр-Стейт-Білдінг, а за ним й інші. Брайан біжить до решти в бібліотеці, а Сем підіймає одного і несе його на спині. Він молиться, щоб вони встигли добігти до дверей, мерзлота рухалася на відстані пару кроків від людей. Вони добігають до дверей, Брайан закриває двері, і вони замерзають. Сем бачить, що вогонь гасне, і кидає туди книги, чим і займаються інші.
Після того, як ураган пройшов, Джейсон прокидається і бачить Джека. Вони вирушають до Нью-Йорка, а по дорозі туди бачать кораблі, вмерзлі в лід, і Статую Свободи, повністю закрижанілу. Вчений і його провідник доходять до Нью-Йорка, зміненого після циклону, підходять до бібліотеки, яку майже повністю приховує пагорб зі снігу. Джейсон дивиться по електронній карті, де бібліотека, бачить, що вона під ними і каже: «Мені шкода, Джек». Холл забирається на пагорб і дивиться на засипану снігом бібліотеку. Вчені спускаються туди і знаходять групу врятованих, серед яких Сем.
Віце-президент США (тепер уже президент США) отримує новину про порятунок Сема і звертається до народу. Космонавти з борту МКС бачать, що урагани на Землі вщухли, хмарність майже повсюдно зникає, і перед їх очима розстеляється здебільшого мертва, покрита льодом Північна півкуля планети. Один з них каже: «Дивися, повітря-то яке прозоре …». В цей же час починається масова евакуація людей, що вижили, — до Нью-Йорку летять військово-транспортні вертольоти, на дахах нью-йоркських хмарочосів збираються люди.

## Ролі
- Джейк Джилленгол — Сем Холл
- Денніс Квейд — професор Джек Холл
- Еммі Россум — Лаура Чепмен
- Ієн Голм — професор Террі Репсон
- Сіла Ворд — доктор Люсі Холл
- Крістофер Бріттон — Ворстін
- Ерджей Сміт — Брайан Паркс
- Даш Міхок — Джейсон Еванс
- Джей О. Сандерс — Френк Харріс
- Саша Ройз — Паркер
- Остін Ніколс — Джей Ді
- Адріан Лестер — Саймон
- Тамлін Томіта — Джанет Такада
- Гленн Пламмер — Лютер
- Перрі Кінг — президент Блейк
- Кеннет Уелш — віце-президент / президент Реймонд Беккер
- Емі Слоун — Ельза
- Шейла Маккарті — Джудіт
- Нестор Серрано — Том Гомес
- Крістіан Тессьє — Аарон

## Виробництво

### Знімання
Еммі Россум було всього 15 років, коли вона пробувалася на фільм. Ліндсей Лохан вела переговори, щоб зіграти Лауру і була близька до підписання контракту знятися у фільмі. Контракт зірвався мало не в останню хвилину через великі конфлікти з планування участі в інших проєктах. Також Еммі Россум отримала роль Лаури після того, як від неї відмовилась Ліндсей Лохан. Пізніше подібна ситуація повториться з Посейдоном (2006), іншим фільмом-катастрофою.
Сцена перетину річки насправді знята на кордоні США і Мексики, а запрошена масовка й інші актори дійсно перетинали Ріо-Гранде в Мексиці. Дихання, яке з'являється з вуст акторів у холодних сценах, створені за допомогою комп'ютерної графіки. Вирішити проблему саме так виявилося практичнішим способом, ніж створювати ефект за допомогою заморожування. За оцінками Еммеріха, принаймні, 1000 цифрових художників працювали над блокбастером. Зокрема, вступна сцена шельфового льодовика повністю комп'ютерна і триває трохи більше 2 і 1/2 хвилини.
В оригінальному варіанті сценарію Сем і його друзі були 11-річними, але режисер/сценарист Роланд Еммеріх змінив вік на старшокласників через Джейка Джилленгола, якого Еммеріха побачив у х/ф «Жовтневе небо» (1999). Еммеріх поставив запитання: «Чи може Джейк Джилленгол зіграти 17-річного?» Взагалі Роланд почав писати сценарій, поки знімав «Патріот» (2000). Він зупинився після подій 11 вересня, думаючи, що фільм-катастрофа після такого лиха є недоречним у реальному житті.
Армія США виділила кілька вертольотів UH-60 Blackhawk для рятувальної сцени в кінці фільму, спонукаючи канадську владу заспокоїти людей Монреаля, що вони не були начебто захоплені США. Сцена з вовками на кораблі знята усього за 5 днів.
Творцям Південного парку (1997), Метту Стоуну і Трею Паркеру, вдалося отримати в свої руки копію сценарію цього фільму під час його процесу підготовки до виробництва. Дует планував таємно зняти той же самий фільм з ляльками замість акторів, слово в слово, і випустити його в той же день. Метт і Трей відмовилися від цих планів після того, як адвокат переконав їх, що такий фільм ніколи б не випустили у реліз.
Серед учасників знімальної групи були деякі сумніви щодо показу екранізації найбільшого стихійного лиха у Нью-Йорку, особливо після трагічних подій 11 вересня 2001 року. За іронією долі, цю боязкість не поділяли самі жителі Нью-Йорка. Всякий раз, коли фільм-катастрофа з цими моментами транслювався в нью-йоркських кінотеатрах, глядачі із захопленням кричали, коли місто потрапляє під величезну припливну хвилю.
Обрання Кеннета Велша на роль віце-президента було спірним моментом через його фізичну схожість з тодішнім віце-президентом США Діком Чейні. Однак, пізніше Роланд Еммеріх на цьому наполіг саме з цієї причини, визнавши: персонажі президента і віце-президента призначені, щоб зробити наголос на критиці опозиції адміністрації Буша/Чейні щодо Кіотського протоколу зі скорочення викидів парникових газів.
З роздумів Роланда Емеріха про візуальні ефекти: «Коли синоптик Л. А. дивиться у вікно прогнозного центру, ви можете побачити відображення торнадо, що наближається. Цей же метод видно в фільмі Еммеріха „2012“ (2009); пірокластична хмара видніється у відображенні скляних дверей, коли та наближається до аеропорту в Лас-Вегасі».
Сем (Джейк Джилленгол) відвідує державну школу Вудмонт в Арлінгтоні. Назва реальна, щоправда, це порожня будівля, яка використовується переважно для голосування і громадських зборів.
Під час сцени з торнадо прибиральник слухає футбольний матч у навушниках. Матч, який він слухає, — гра Аргентина і Перу, а коментує матч — Віктор Гюго Моралес, відомий аргентинський коментатор футбольних матчів.
Кірстен Данст і Марк Гордон зіграли у блокбастері камео.

### Реліз
Теглайни:
- «Цього року светр не знадобиться».
- «Сьогодні це фантастика… Завтра це реальність».
- «Кінець світу був тільки початком».
- «Де будете ви?»
- «10 000 років тому один шторм змінив обличчя нашої планети. 28 травня це трапиться знову».
- «Той, хто сказав: „Завтра буде інший день“… не перевірив погоду».
- «Природа розмовляє».

Червоний Хрест поставив кілька стендів в кінотеатрах США, показуючи брошури з інформацією про те, що робити, щоб зберегти себе в безпеці під час торнадо, повені, снігової бурі, для зацікавлених людей, які тільки що переглянули блокбастер.

### Науковий погляд
Спеціалістам NASA запропонували проконсультувати знімальну команду до знімання фільму, але космічне агентство заявило, що події, які відбуваються у фільмі, занадто смішні, щоб бути правдою, і, відповідно, відхилило таке прохання. NASA навіть надіслало записку всім своїм співробітникам, заявивши, що вони не мають права коментувати ймовірність зображуваних подій. Пізніше це обмеження скасували.
Компанія 20th Century Fox запросила групу науковців для попереднього перегляду фільму, щоб перевірити їхню реакцію на науковість проєкту. Жоден з учених не був вражений побаченим, хоча більшість визнала, що фільм-катастрофа став приємною нісенітницею.
У 2008 році рейтинг сервісу Yahoo! Movies зарахував фільм у Топ-10 науково неточних фільмів.

### Неточності
Протягом всього фільму часто немає пари з ротів людей, хоча вони знаходяться в холодному середовищі. Коли ж вовки наближаються до крижаного корабля, їх тіні несумісні з їхнім зовнішнім виглядом.
Урядовий офіс у Вашингтоні, округ Колумбія, має назву «National Oceanic Atmospheric Administration». Правильна назва — «National Oceanic and Atmospheric Administration».
На костюмах космонавтів орбітальної станції нашиті логотипи російської орбітальної станції «Мир», хоча на рік створення і випуску в прокат фільму «Миру»`вже не існувало, а існувала МКС, яка замінила «Мир».

## Сприйняття
Рейтинг на сайті IMDb — 6,4/10 на основі 307 748 голосів, Rotten Tomatoes — 45 % свіжості зі зваженим рейтингом 5,3/10, 50 % оцінка аудиторії з середньою оцінкою 3,2/5. Оцінка на КиноПоиск.ru — 7,7/10 на основі 110 318 голосів.
Критик Роджер Еберт з Chicago Sun-Times похвалив спецефекти фільму, даючи йому три зірки з чотирьох. При цьому екологічний активіст і колумніст The Guardian Джордж Монбіота назвав Післязавтра «великим кіно і паршивою наукою».

### Нагороди і номінації
| Нагорода                                 | Категорія                                 | Номінатори | Результат |
| ---------------------------------------- | ----------------------------------------- | --- | --------- |
| Премія «Сатурн»                          | Найкращий науково-фантастичний фільм      | | Номінація |
| Премія «Сатурн»                          | Найкращі спецефекти                       | Карен Е. Гоулкас, Ніл Корбоулд, Грег Штраус і Ремо Балцеллс                                                                                  | Номінація |
| Премія БАФТА                             | Найкращі візуальні ефекти                 | Карен Е. Гоулкас, Ніл Корбоулд, Грег Штраус і Ремо Балцеллс                                                                                  | Перемога  |
| Товариство фахівців з візуальних ефектів | Найкращі візуальні ефекти                 | Карен Е. Гоулкас, Ніл Корбоулд, Грег Штраус і Ремо Балцеллс                                                                                  | Номінація |
| Товариство фахівців з візуальних ефектів | Найкращий одномісний візуальний ефект     | Карен Е. Гоулкас, Ніл Корбоулд, Грег Штраус і Ремо Балцеллс                                                                                  | Номінація |
| MTV Movie Awards                         | Найбільш видовищний епізод                | «Руйнування Лос-Анджелеса» | Перемога  |
| MTV Movie Awards                         | Найкращий Прорив                          | Еммі Россум | Номінація |
| Irish Film & Television Awards           | Найкращий міжнародний артист              | Джейк Джилленгол | Номінація |
| Golden Trailer Awards                    | Найкращий бойовик                         | | Номінація |
| Environmental Media Awards               | Найкращий фільм                           | | Перемога  |
| BMI Film Awards                          | Найкраща музика                           | Харальд Клозер | Перемога  |
| Golden Reel Awards                       | Найкращі звукові ефекти — Effects & Foley | Марк П. Стоекінгер, Ларрі Кемп, Гленн Т. Морган, Алан Ранкін, Майкл Кемпер, Енн Скібеллі, Ренді Келлі, Гаррі Коен, Боб Бехер і Крейг С. Егер | Номінація |

### Касові збори
За чотири дні фільм зібрав $85 807 341; загалом фільм зібрав $ 186 740 799 всередині країни і $ 544 272 402 в усьому світі.
«Післязавтра» — найкасовіший фільм, знятий у Канаді.

## Цікаві факти
- Двоє виживанців у бібліотеці дискутують, чи повинні вони спалити твори Фрідріха Ніцше. У творі Ніцше «Антихрист», в передмові, говориться наступне: «Тільки післязавтра належить мені. Деякі народжуються посмертно»". Частина цього тексту — філософський підтекст назви фільму.